# 马利斯
马利斯是德国梅克伦堡-前波美拉尼亚州的一个市镇。总面积25.17平方公里，总人口1270人，其中男性648人，女性622人（2011年12月31日），人口密度50人/平方公里。